# Alonso Edward
Alonso Reno (Alonso) Edward Henry (Pedro Miguel (Panama), 8 december 1989) is een Panamese sprinter, die is gespecialiseerd in de 100 en de 200 m. Hij nam driemaal deel aan de Olympische Spelen, maar won bij die gelegenheden geen medaille.

## Biografie

### Van honkbal naar atletiek
Alonso Edward werd geboren als de derde van vier kinderen in Pedro Miguel. Edward kwam voor het eerst in aanraking met atletiek in 2005. Zijn leraar adviseerde hem mee te doen met een scholencompetitie. Edward besloot mee te doen, al vond hij basketbal en honkbal leuker, omdat zijn leraar hem dan extra zou helpen, zodat hij over kon gaan. Hij was bij deze eerste wedstrijd al zeer succesvol. Mede hierdoor besloot Edward uiteindelijk te stoppen met honkbal, de sport die hij tot dan toe beoefende.
Al in het tweede jaar van Edward's loopbaan werd hij uitgezonden naar zijn eerste internationale wedstrijd: de Zuid-Amerikaanse kampioenschappen voor B-junioren. Hij veroverde hier de titels op de 100 en de 200 m. Ook werd hij met zijn ploeg tweede op de 4 x 100 m estafette.

### Successen en VS
2007 was een zeer succesvol jaar voor Alonso Edward. Hij verbeterde zijn persoonlijke besttijd op de 100 m tot 10,28 s tijdens de Zuid-Amerikaanse juniorenkampioenschappen, waarmee hij de titel in de wacht sleepte. Hij verbeterde ook zijn persoonlijk record op de 200 m met ruim een halve seconde tot 20,62. Tevens werd bij de ALBA Spelen eerste op de 100 m en tweede op de 200 m.
Dat jaar ging Edward in Brazilië trainen. Sportief gezien ging het in dat jaar minder goed dan het voorgaande jaar. Hij kwam niet tot zijn tijden uit 2007 en bij zijn belangrijkste wedstrijd van dat jaar, de wereldkampioenschappen voor junioren strandde hij al in de series, omdat hij in de laatste meters van zijn race een blessure opliep. Aan het eind van zijn seizoen accepteerde hij het aanbod om in de Verenigde Staten van Amerika te studeren. Vanaf dat moment werd Edward getraind door zijn trainer Matt Kane van de Barton Community College in Great Bend (Kansas).  

### Doorbraak
Edward brak door in 2009. Hij vestigde een nationaal record op de 200 m tijdens zijn eerste indoorseizoen en later ook nationale records op de 100 en de 200 m outdoor. In mei 2009 liep hij voor het eerst onder de 10 seconden op de 100 m: 9,97. Die race werd met een te sterke rugwind gelopen. Ook won hij tijdens de Zuid-Amerikaanse atletiekkampioenschappen op beide onderdelen goud. Twee maanden later won hij op de wereldkampioenschappen in Berlijn zilver op de 200 m. In de finale verbeterde hij het Zuid-Amerikaanse record door 19,81 te lopen. Deze tijd was tevens de snelste 200 m ooit gelopen door een negentienjarige. 

### Blessures
Alonso Edward startte het baanseizoen 2010 met de Centraal-Amerikaanse Spelen, waar hij de 100 m won. In de finale van de 200 m ging het echter mis: hij kreeg halverwege last van zijn linkerhamstring en moest de race uithinken. Hierdoor liep hij niet alleen de titel mis, waar hij de gedoodverfde winnaar van was, maar kon hij ook de rest van het seizoen niet meer in actie komen.
Het daaropvolgende jaar ging beter voor Edward, alhoewel hij niet zijn prestaties uit 2009 kon benaderen. Hij eindigde tweemaal in de top drie tijdens de Diamond League-wedstrijden van dat jaar en hij liep zijn snelste 200 m dat seizoen in 20,28. Tijdens de WK van 2011 in Daegu ging het echter mis. In de finale van de 200 m kon hij zijn race niet afmaken door een blessure aan zijn vierhoofdige dijbeenspier. Ook deze blessure zorgde ervoor dat hij de rest van het seizoen uitgeschakeld was.

### Olympische Spelen
Edward besloot in 2012, na hersteld te zijn van zijn blessure, zich volledig te richten op de 200 m. Hij won dat jaar de Centraal-Amerikaanse kampioenschappen in 21,23 en plaatste zich voor de Olympische Spelen in Londen. Daar kwam Edward niet ver; in de series van de 200 m werd hij gediskwalificeerd vanwege een valse start. Na afloop zou hij zeggen, dat hij te nerveus was en verontschuldigde zich voor het Panamese publiek.
Edward begon het atletiekseizoen 2013 voortvarend met een overwinning bij de Centraal-Amerikaanse Spelen op de 200 m in 20,52. Hij kon dat seizoen echter niet zijn recordtijd op de 200 m uit 2009 (19,81) benaderen. Zijn snelste tijd dat seizoen was 20,37. Tijdens de wereldkampioenschappen in Moskou dat jaar plaatste hij zich dan ook niet voor de finales, in tegenstelling tot de twee voorgaande edities. Hij werd zevende in zijn halve finale in 20,67.

### Topvorm
Alonso Edward liep in 2014, het jaar zonder mondiaal toernooi, uitstekend. Eind april verbeterde hij zijn persoonlijk record op de 100 m met zeven honderdsten tot 10,02. Op de hoofdafstand van Edward, de 200 m, liep hij voor het eerst sinds 2009 weer onder de 20 seconden. Tijdens de Athletissima in Lausanne, kwam hij tot 19,84.
Edward stond wel weer in de finale van de WK in Peking. Hier liep hij achter Bolt en Gatlin naar 19,87, dezelfde tijd als de Zuid-Afrikaan Anaso Jobodwana. Maar Edward verloor het brons op twee duizendsten van een seconde en eindigde dus als vierde.
In 2016 nam hij deel aan de 200 m op Olympische Spelen in Rio de Janeiro. In een tijd van 20,07 won hij de derde halve finale. In de finale kwam Edward niet verder dan een tijd van 20,23, waarmee hij op de zevende plaats eindigde.
Zowel in 2014, 2015 als 2016 was Edward de eindwinnaar van het eindklassement op de 200 meter in de Diamond League.
Ook in 2021 nam Edward deel aan de Olympische Zomerspelen. In een tijd van 20,60 seconden kon hij zich plaatsen voor de halve finale van de 200 meter. In deze halve finale kon Edward niet finishen. 
Alonso Edward is de oudere broer van sprinter Mateo Edward.

## Titels
- Zuid-Amerikaans kampioen 100 m - 2009
- Zuid-Amerikaans kampioen 200 m - 2009
- Kampioen Centraal-Amerikaanse Spelen 100 m - 2010
- Kampioen Centraal-Amerikaanse Spelen 200 m - 2013
- Centraal-Amerikaans kampioen 200 m - 2012
- ALBA kampioen 100 m - 2007
- Zuid-Amerikaans juniorenkampioen 100 m - 2007
- Zuid-Amerikaans kampioen B-junioren 100 m - 2006
- Zuid-Amerikaans kampioen B-junioren 200 m - 2006

## Persoonlijke records
Outdoor
| Onderdeel | Prestatie  | Datum            | Plaats     |
| --------- | ---------- | ---------------- | ---------- |
| 100 m     | 10,01 (NR) | 6 juni 2018      | Cochabamba |
| 200 m     | 19,81 (AR) | 20 augustus 2009 | Berlijn    |

Indoor
| Onderdeel | Prestatie  | Datum            | Plaats       |
| --------- | ---------- | ---------------- | ------------ |
| 200 m     | 20,70 (NR) | 13 februari 2010 | Fayetteville |
| 300 m     | 34,17      | 13 januari 2017  | Birmingham   |
| 400 m     | 47,40      | 23 januari 2010  | Fayetteville |

## Palmares

### 100 m
- 2006:  Zuid-Amerikaanse kamp. voor B-junioren - 10,60 s
- 2007:  Zuid-Amerikaanse juniorenkamp.- 10,28 s
- 2007:  ALBA Spelen
- 2008: 6e in serie WJK - 10,91 s
- 2009:  Zuid-Amerikaanse kamp. - 10,29 s
- 2010:  Centraal-Amerikaanse Spelen - 10,24 s
- 2011: DQ in fin. Zuid-Amerikaanse kamp.

### 200 m
Kampioenschappen
- 2006:  Zuid-Amerikaanse kamp. voor B-junioren - 21,18 s
- 2007:  ALBA Spelen
- 2009:  Zuid-Amerikaanse kamp. - 20,45 s
- 2009:  WK - 19,81 s
- 2011: DNF fin. WK
- 2012:  Centraal-Amerikaanse kamp. - 21,23 s
- 2012: DQ in serie OS
- 2013:  Centraal-Amerikaanse Spelen - 20,52 s
- 2013: 7e in ½ fin. WK - 20,67 s
- 2015: 4e WK - 19,87 s
- 2015:  Pan-Amerikaanse Spelen - 19,90 s
- 2016: 7e OS - 20,23 s
- 2017: 4e in de series WK - 20,61 s
- 2018:  Centraal-Amerikaanse en Caraïbische Spelen - 20,17 s
- 2019: DNS in de series WK
- 2019: 4e Pan-Amerikaanse Spelen - 20,55 s
- 2021: DNF in ½ fin. OS - 20,49 s

Diamond League-podiumplekken
- 2011:  DN Galan – 20,47 s
- 2011:  London Grand Prix – 20,55 s
- 2013:  Adidas Grand Prix – 20,38 s
- 2014:  Golden Gala – 20,19 s
- 2014:  Adidas Grand Prix – 20,06 s
- 2014:  Athletissima - 19,84 s
- 2014:  Glasgow Grand Prix – 20,25 s
- 2014:  Weltklasse Zürich - 19,95 s
- 2014:  Memorial Van Damme - 20,26 s
- 2015:  Shanghai Golden Grand Prix - 20,33 s
- 2015:  DN Galan - 20,04 s
- 2015:  Weltklasse Zürich - 20,03 s
- 2016:  Qatar Athletic Super Grand Prix - 20,06 s
- 2016:  Meeting International Mohammed VI d'Athlétisme de Rabat - 20,07 s
- 2016:  London Müller Anniversary Games, 20,04 s
- 2016:  British Grand Prix - 20,17 s
- 2016:  Golden Gala - 20,25 s
- 2016:  Athletissima - 19,92 s
- 2016:  Herculis - 20,10 s

### 4 x 100 m
- 2006:  Zuid-Amerikaanse kamp. voor B-junioren - 41,96 s

### 4 x 400 m
- 2007:  Zuid-Amerikaanse kamp. - 3.09,67